# 晴れ時々たかじん
『-TV MAGAZINE- 晴れ時々たかじん』（はれときどきたかじん）は、朝日放送（ABCテレビ）で1988年10月3日から1992年3月27日まで放送された昼のワイドショーである。

## 番組情報

### 概要
番組タイトルは、スタッフがビデオ店で見た映画『晴れ、ときどき殺人』をヒントにしたものである。
やしきたかじんが司会を務めた番組。従来のワイドショーに疑問を持っていたたかじんは、それまでのワイドショーで扱っていた料理・占い・温泉めぐりなどを一切排除して、
- 月曜日：ニュース・ザ・ニュース（一週間の政治・経済問題）
- 火曜日：世の中いろいろチューズデー（ミニドキュメント）
- 水曜日：テレビ大人電話相談室
- 木曜日：爆笑トーク 私とお金（ゲストとの対談。内容は必ずしもお金に限らない）
- 金曜日：輝け花の金妻たち → 1×20（専門家20人集めて各回ごとのテーマについて聞く）→ それがどないしたフライデー（レギュラーパネラーによる座談）

といった当時としては斬新な企画を提案する。
当番組で、たかじんは特大パネルと指し棒とマジックを使った「パネル芸」を考案して多用した。これが当たり、その後も彼の番組では十八番のように「パネル芸」が行われるようになる。
開始当初は関西ローカル番組であったが、前番組と同様に広島ホームテレビ、九州朝日放送（1991年9月30日放送開始、前番組は1987年10月16日に打ち切られた）などへネットした。北陸朝日放送は1991年9月27日のサービス放送期間内から終了までネットした。特に広島での視聴率は関西に次いで高く、広島からの生放送を行ったことがある。
ABCが高校野球大阪大会を中継した場合はネット局への裏送りを行ったが広島ホームテレビのみの放送という異例の事態が起きて、この日の放送ではたかじんが広島だけの放送である旨を説明した。全国大会期間中は番組を休止して、ネット各局では再放送番組で対応した。
番組終了時は毎回、提供クレジットが表示されたとき（ABCでは読み上げは無し、広島ホームテレビのように読み上げがあったネット局もあり）とほぼ同じタイミングで、太陽とたかじんの顔をあしらった番組シンボルマークが無造作に計16枚表示され、全て出し切った後にエンディング テロップを表示して終了した。最終回はたかじんが出演者から花束を渡され、「満足!という言葉を残して去って行きます。本当にありがとう。たかじん」というテロップが表示された。

### 視聴率
ABCは1972年から朝日放送平日午後のワイドショー枠を設置し、MBSの『奥さん!2時です』に対抗していた。しかしYTVの『2時のワイドショー』やMBSの『ワイドYOU』の優勢で『バラエティワイド こんな時α』を打ち切られて以降は番組がめまぐるしく変わるありさまであり、当番組でも放送開始当初の視聴率は2%にも満たない状況で、そのため、局長からも番組打ち切りの勧告を受けた。また、視聴率が上向きにならず悩んでいたときに、馴染みの鉄板焼屋で遭遇したABCアナウンス部長（当時）の乾浩明に「いやー、番組の視聴率が全然上がりません。番組やめたほうがよろしいですかね?」と相談したら、乾から「そやそや君には荷が重すぎるんやで。早よ辞めた方が君のためやで」と言われたという。その言葉を聞いて、たかじんは内心憤慨して「乾を見返してやる!」と発奮。徐々に視聴率が伸び始め、結果的に最後の1年間のトータル平均が13%を超えるようになり、平日の昼の2時台では考えられない高視聴率を記録した。最高視聴率は19.7%（1991年1月7日放送）。

### 番組の終了
後述のABCとの確執や、東京での仕事に本格的に取り掛かるため、番組末期には番組を終了させたくて仕方がなく、レギュラー出演していた桂べかこ（現：桂南光）を自宅マンションに呼び出し、「俺のあとを継げるのはべかちゃんしかおらんねん」と一晩中懇願した。本番組終了後に桂べかこが放送枠を引き継ぎ、『べかこの自遊時間』を開始したが、視聴率はたかじん時代より急落し「あの視聴者はどこへ行った」とメディアで記事になるほどだった。
番組終了後の慰労パーティーでの（朝日新聞社からの出向で来た）役員の挨拶の中で「なぜ、こんな番組が視聴率を取るのか分からない」の一言に激怒したたかじんは、役人・官僚・系列局や新聞社の天下り体質もあり、ABCのレギュラー番組は以後死ぬまでしないと決め、たかじんが2014年に亡くなるまで貫き徹した（たかじん本人が『たかじんのそこまで言って委員会』2006年11月26日放送分で発言。実際にはその後も単発の特別番組には数回出演した）。これ以降、ABCの話題になると放送禁止用語を交えて罵倒するようになる。

### エピソード
もともと番組を引き受けることには消極的であったが、箕面市内にある家を無理矢理買わされ、また、たかじん本人の生来の金遣いの粗さもあり、金銭的に苦しかったことが、司会を引き受けた理由としてあげられる。特に決定的なものは、ABC局長以下に上七軒で接待を受け、泥酔していたこともあり「テレビをあかんようにしたのはお前らちゃうんか。都合悪るなったらおれのところに頼むのは調子よすぎるちゃうんか」と説教したことである（本人談）。しかし、番組の取り組み方は並外れたものとも言え、やる気のないスタッフを自宅マンションから投げ落とそうとしたくらいであった。この取り組み方は当番組と『聞けば効くほどやしきたかじん』を軌道に乗せたたかじんが自身を顧みて「企画の段階から参加できない番組でレギュラーはできない」「不器用な自分の能力では3本が限界」「テレビ番組に関わる以上、（自宅へ大量に設置した）ビデオデッキで録画した番組を全部見たうえで、放送内容を徹底的に分析する」という考えがあったため。
放送当時、たかじんはABCから自転車で3分程度のところに住んでおり、放送5分前に家を出てそのまま番組に臨んでいたという。逆に放送終了後はいつまでも帰らずに局内に残っていた。
第1回および第2回の1988年10月3日と4日に「プレスタート」として番組のコーナー紹介を行ってから、5日のたかじんの39歳の誕生日に合わせて本格的にスタートした。
1991年に長崎県島原市の普賢岳の大噴火をたかじんが独自取材し、被害者の窮状・風評被害による雲仙旅館の窮状・国の怠慢・鐘ヶ江管一市長（当時）のコメントなどを1時間通して放送した。この放送は多方面で大きな話題となった。なおこの当時、番組は長崎県（長崎文化放送）では放送されていなかった。しかし、広島には放送されており、偶然広島に在住の鐘ヶ江市長の親戚が放送を観ていて、慌てて鐘ヶ江市長に電話を入れたという。

## 出演者
- 司会
  - やしきたかじん
- アシスタント
  - 安井ゆたか
- パートナー
  - 新野新（火・金）
  - 山本晋也（水）
  - 横山ノック（木）
  - 桂べかこ（現：桂南光）（金）
  - 道上洋三（月）
  - 加藤みどり（水）
  - 北野誠（月）
  - 立原啓裕（火）
  - トミーズ雅（金）
  - 亀山房代（金）
  - 伊藤秀志（水）
  - 桂坊枝（火）
  - リリアン（水）
  - 桂きん太郎（火）
- 代理司会
  - 帯谷孝史

## オープニングテーマ
- 晴れときどきTAKAJIN （作詞・作曲：鹿紋太郎、歌：やしきたかじん）
  - このテーマ曲がこの番組の名物となる。
  - ※1990年5月に発売されたシングルCD「なめとんか」のカップリング曲として収録されているが、放送で流れている編曲とは異なる。CD版の編曲は若草恵。

## スタッフ
- 構成作家 - 吉田清、古川嘉一郎、北野義則、大福
- キャラクターデザイン - 小谷由紀夫
- 衣装協力 - FOR-CLUB by ICHIBANKAN、DONNNA、SHINKO
- 技術 - 寺内顕
- 美術 - 野田和央、国嶋芳子
- 制作協力 - P.I.S
- ディレクター - 市川寿憲、株柳真司、ほか
- プロデューサー - 岡村道範、吉村誠
- 制作著作 - ABC